# 沅江
沅江（沅水）是流经中国贵州省、湖南省的河流，属于洞庭湖水系。支流还流经重庆市、湖北省。沅水是湖南省的第二大河流，干流全长1033公里（湖南568千米），流域面积89163平方千米，其中位于湖南省51066平方千米，多年平均径流量393.3亿立方米。

## 水系
沅水有南北两源：南源龙头江为主源，源自贵州省都匀市的云雾山；北源重安江，源于贵州省麻江县平月间的大山。两源在凯里市岔河汇合后称清水江，东流至台江县纳小江河，至剑河县纳南哨河，至锦屏县河口乡纳乌下江，至锦屏县三江镇纳洞河、亮江，于天柱县瓮洞镇出贵州省入湖南省会同县漠滨侗族苗族乡金子村，至洪江市托口镇纳渠水，至黔城镇与㵲水（潕水）汇合,始称沅水（沅江）（《湖南省志·地理卷》记载清水江至黔城镇始称沅水，另《怀化地区志》记载民间说法至托口镇始称沅水），至洪江管理区纳巫水后北流至溆浦县江口镇纳溆水，至辰溪县纳辰水，至泸溪县纳武水，至沅陵县纳酉水，至汉寿县注入大连湖（大洞庭湖的一部分），进而由水道在沅江市通往南洞庭湖。

### 一级支流
- 白洋河（又名黄石河）
- 辰水（又名锦水、锦江、麻阳河）
- 大伏溪
- 洞庭溪（又名池蓬溪、郑水江）
- 公溪河（又名寨头溪。古称贡溪河）
- 渠水（又名渠江，古称叙水）
- 深溪
- 巫水（古称雄溪或熊溪，又名洪江，运水、竹舟江）
- 武水（又名武溪、卢水）
- 㵲水（亦名无水、舞水、巫水）
- 溆水（也称双龙江，古称序水、溆川）
- 怡溪（夷水）
- 酉水（古名酉溪）

### 二级支流
- 玉泉溪：全長2.6公里。在湖南省吉首市矮寨鎮德夯村注入武溪(峒河)，武水於瀘溪縣武溪鎮注入沅江，沅水在常德德山注入洞庭湖。玉泉溪，途中有椎牛花柱、玉泉門及玉帶瀑布。這裏巖壁陡峭，峽谷幽深，古木蔥鬱，山竹油綠，屬岩溶峽谷地貌。玉泉溪從這關隘般岩門中擠石而出，清澈晶亮。因湘驛女子的一首詩《題玉泉溪》而聞名。

## 水电站
五强溪水电站位于沅水下游湖南省沅陵县境内，是沅水干流上的关键性综合利用枢纽工程，也是湖南省最大的水电站，是一个以发电为主兼有防洪、航运等综合效益的工程。

## 流域县市
- 贵州省
  - 黔南布依族苗族自治州
    - 都匀市、福泉市

  - 黔东南苗族侗族自治州
    - 麻江县、丹寨县、凯里市、黄平县、施秉县、镇远县、岑巩县、剑河县、台江县、雷山县、黎平县、锦屏县、天柱县
- 湖南省
  - 怀化市
    - 靖州、会同、洪江、中方、溆浦、辰溪、沅陵

  - 湘西土家族苗族自治州
    - 泸溪

  - 常德市
    - 桃源县和汉寿县
- 重庆市
- 湖北省

## 題詠
- 題玉泉溪（唐·湘驛女子）

紅葉醉秋色，碧溪彈夜弦。

佳期不可再，風雨杳如年。

## 延伸阅读
[在维基数据编辑]
 《欽定古今圖書集成·方輿彙編·山川典·沅水部》，出自陈梦雷《古今圖書集成》